# 大林多
大林多（德語：Groß Lindow）是德国勃兰登堡州的市镇，隶属于奥得-施普雷县，总面积为15.39平方千米，截至2020年总人口为1694人。